# Dicranomyia bigoti
Dicranomyia bigoti är en tvåvingeart som först beskrevs av Alexander 1913.  Dicranomyia bigoti ingår i släktet Dicranomyia och familjen småharkrankar. Inga underarter finns listade i Catalogue of Life.